# Keep Calm and Carry On

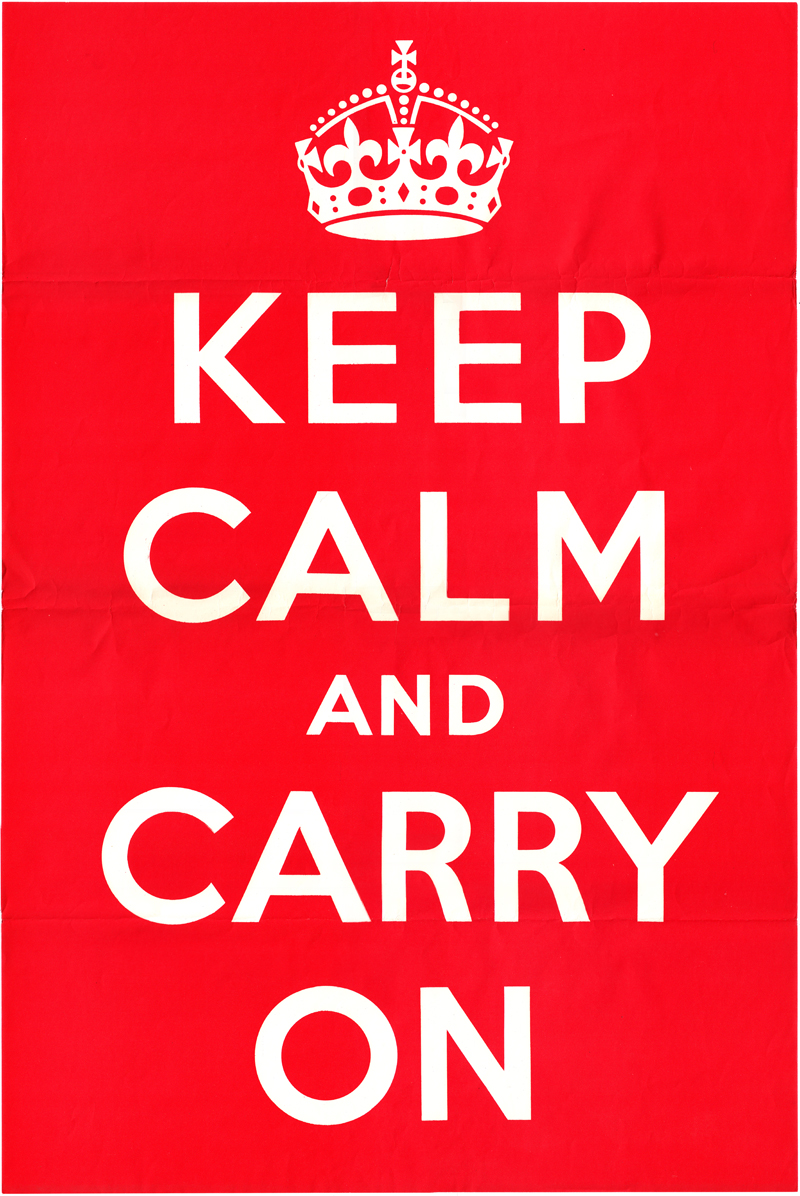
Poster originale del 1939

Keep Calm and Carry On  (in italiano "Mantieni-Mantenete la calma e vai-andate avanti") fu uno slogan prodotto dal governo britannico nel 1939 agli albori della seconda guerra mondiale, con lo scopo di invogliare la popolazione a mantenere l'ottimismo e non farsi prendere dal panico in caso di invasione nemica.
Esso tuttavia non fu mai usato, e a motivo di ciò era scarsamente noto.
Fuori dagli archivi governativi si riteneva che esistessero solo due copie originali del manifesto contenente tale slogan, fino a quando nel 2012 una nuova collezione di 15 poster originali fu portata all'Antiques Roadshow dalla figlia di un ex membro degli Royal Observer Corps.
Il poster fu riscoperto nel 2000 e da allora è usato da compagnie private come tema per pubblicizzare una vasta gamma di prodotti.
La sua diffusione nei social network, in varie forme che ne hanno spesso stravolto il senso, ne ha incrementato la popolarità.

## Storia
Il poster fu inizialmente prodotto dal Ministero dell'Informazione britannico nel 1939, realizzato dal grafico Ernest Wallcousins, con l'idea di distribuirlo tra la popolazione in caso di disastro bellico. La tiratura fu di due milioni e mezzo di copie. Ne furono distribuite pochissime ma ebbe molto successo.
Questo fu il terzo di una serie di tre. I due poster precedenti "Your Courage, Your Cheerfulness, Your Resolution Will Bring Us Victory" (800 000 copie) e "Freedom Is In Peril. Defend It With All Your Might" (400 000 copie) furono pubblicati e usati in tutto lo Stato per scopi motivazionali, poiché il ministero era convinto che la prima settimana di guerra avrebbe demoralizzato la popolazione. I piani per il poster iniziarono nell'aprile del 1939: per giugno i disegni erano completati e in agosto si diede il via alle stampe, per essere esposti entro 24 ore dallo scoppio della guerra. I poster furono progettati per avere un aspetto uniforme, associato al ministero dell'istruzione, con un messaggio dal re al suo popolo.

## Grafica
Il carattere tipografico utilizzato nel manifesto è stato probabilmente disegnato per l'occasione dall'autore, sebbene alcune particolarità delle lettere rimandino ai caratteri Gill Sans, Johnston e Gotham.
Il carattere Keep Calm realizzato da K-Type riproduce fedelmente le caratteristiche delle lettere presenti sul manifesto originale.

## Parodie
Col crescere della popolarità del poster su internet, sono apparse innumerevoli parodie e imitazioni, creandone un vero e proprio meme. Gli argomenti variano dal comico al politico e trattano in particolare aspetti della cultura popolare.